# Harry Nice

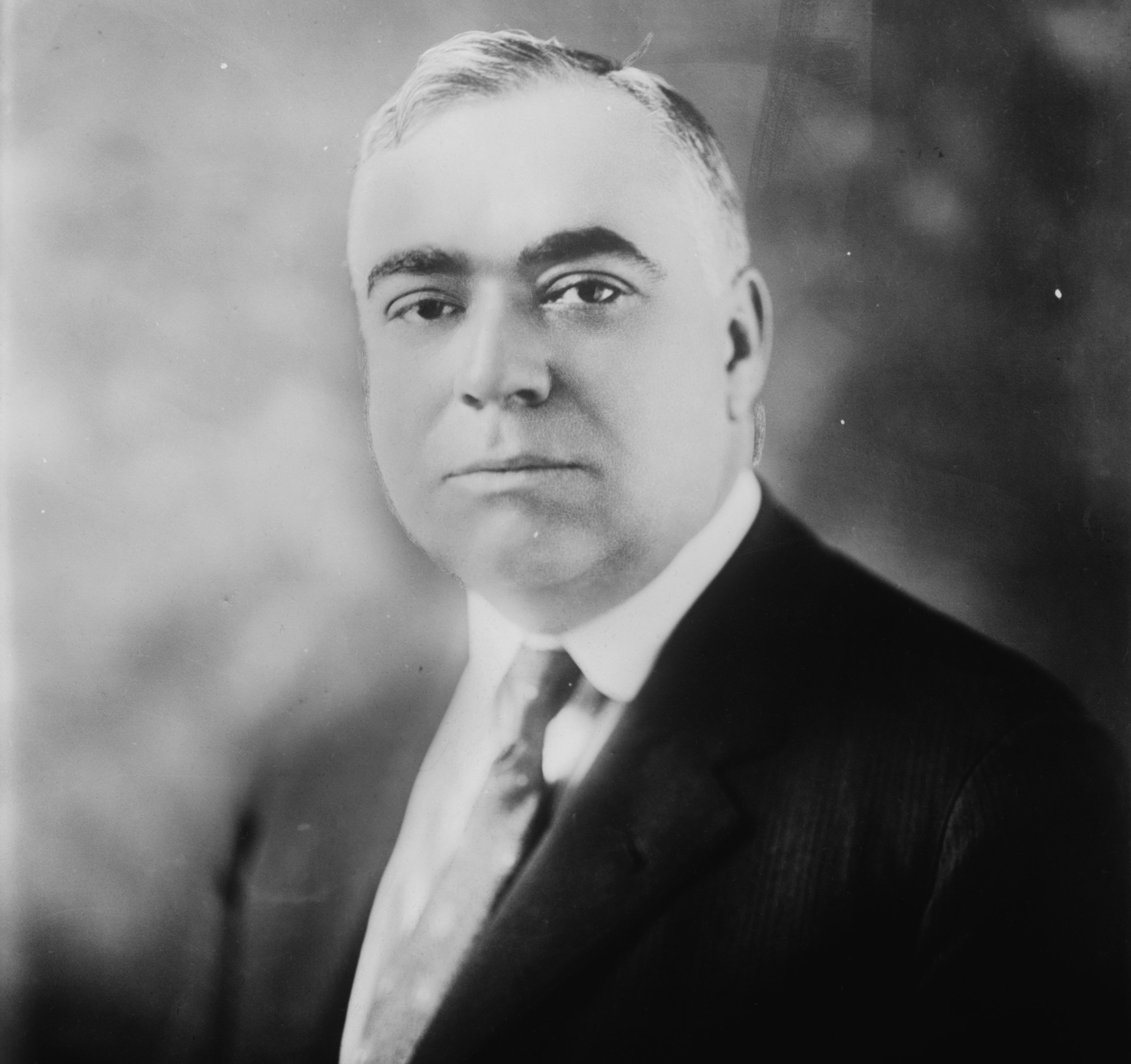
Harry Nice

Harry Whinna Nice (* 5. Dezember 1877 in Washington D.C.; † 25. Februar 1941 in Baltimore, Maryland) war ein US-amerikanischer Politiker und von 1935 bis 1939  Gouverneur des Bundesstaates Maryland.

## Frühe Jahre und politischer Aufstieg
Harry Nice besuchte das Baltimore City College und das Dickinson College in Pennsylvania. Nach einem anschließenden Jurastudium an der University of Maryland wurde er im Jahr 1899 als Rechtsanwalt zugelassen. Er wurde Mitglied der Republikanischen Partei. Zwischen 1903 und 1905 war er im Stadtrat von Baltimore. Danach war er von 1905 bis 1908 Assistent von Baltimores Bürgermeister E. Clay Timanus. Während der folgenden vier Jahre bis 1912 gehörte Nice dem Wahlausschuss von Baltimore an und zwischen 1912 und 1919 war er stellvertretender Bezirksstaatsanwalt in dieser Stadt. Im Jahr 1919 kandidierte er erfolglos gegen Albert Ritchie für das Amt des Gouverneurs von Maryland. Danach wurde er Richter an einem Steuergericht in Baltimore.

## Gouverneur von Maryland
Im Jahr 1934 bewarb sich Harry Nice erneut um den Posten des Gouverneurs von Maryland. Sein Gegenkandidat war Albert Ritchie, der seit 1920 ununterbrochen dieses Amt ausgeübt hatte. Nach der erfolgreichen Wahl konnte Nice sein neues Amt am 9. Januar 1935 antreten. Zu Beginn seiner Amtszeit litt auch der Staat Maryland noch an den Folgen der großen Weltwirtschaftskrise. Diese hatte auch zu einem Anstieg der Staatsverschuldung geführt. Im weiteren Verlauf seiner Amtszeit besserte sich die wirtschaftliche Lage auch in Maryland durch die Hilfe der New-Deal-Politik der Bundesregierung unter Präsident Franklin D. Roosevelt. Damals wurde auch der Amtssitz der Gouverneure von Maryland umgestaltet. Im Jahr 1936 war Harry Nice als Vizepräsidentschaftskandidat der Republikaner im Gespräch. Nice strebte 1938 eine Wiederwahl an, unterlag aber gegen Herbert O’Conor. Daher musste er am 11. Januar 1939 aus seinem Amt ausscheiden.

## Weiterer Lebensweg
Im Jahr 1940 kandidierte er erfolglos für einen Sitz im US-Senat. Danach arbeitete er als Rechtsanwalt. Er starb im Februar 1941 und wurde in Baltimore auf dem Greenmount Cemetery beigesetzt. Mit seiner Frau Edna Viola Amos hatte er zwei Kinder.